# Arma blanca

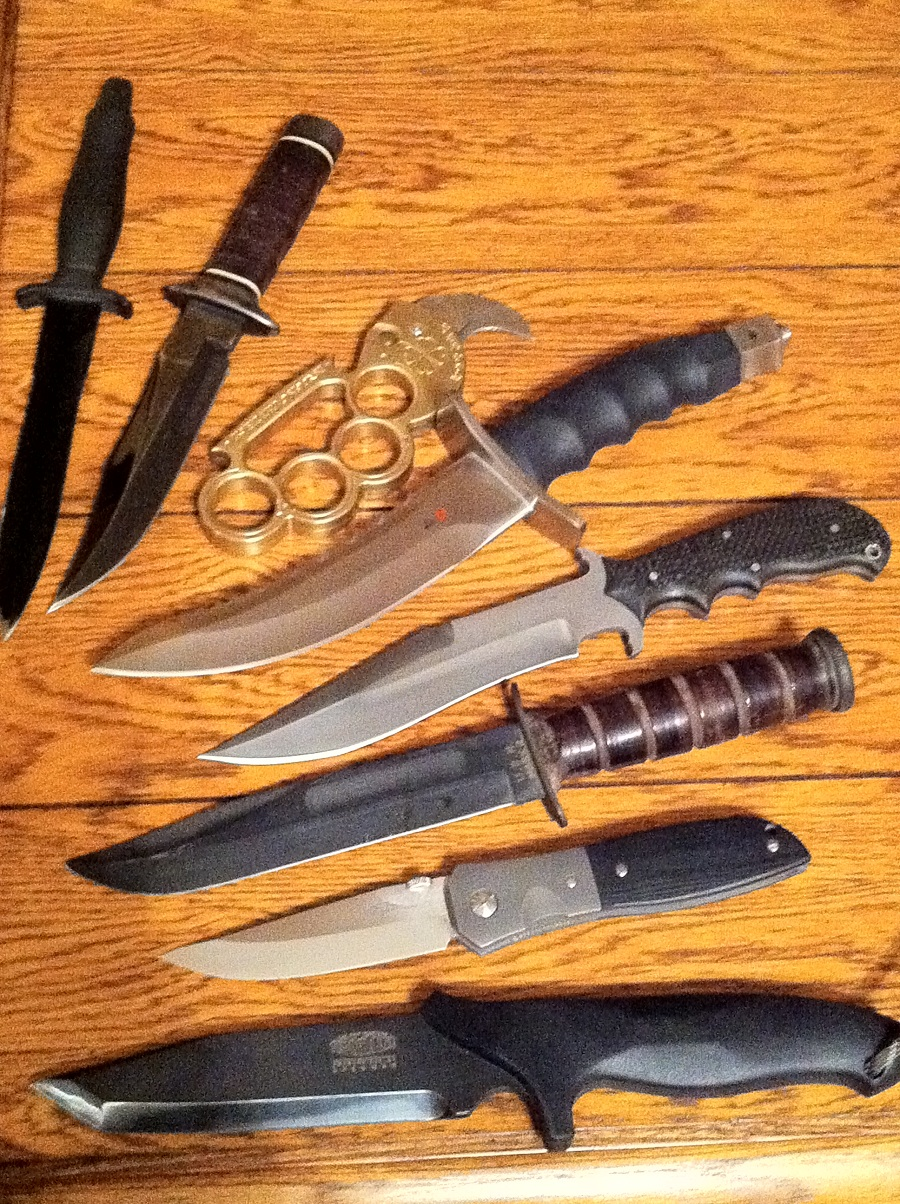
Selección de armas blancas: Gerber Mk2, SOG SF Bowie, Interrogator, Al Mar Warrior, Patton Foxbat, USN KaBar, Emerson MV-3, Timberline SPECWAR.

Un arma blanca o punzocortante es aquella arma o herramienta que se caracteriza por su capacidad de herir con cortes e incisiones. Se caracteriza asimismo por empuñarse en combate, y, por lo tanto, se usa en pelea cuerpo a cuerpo, aunque alguna puede ser un arma arrojadiza. A diferencia de las armas de fuego, un arma blanca no requiere ser cargada ni con munición ni con propelente.
Se las puede clasificar según su longitud en armas cortas, espadas, sables y de asta larga y según su mecanismo lesivo en incisas o cortantes, punzantes, incisopunzantes o incisocontusas.
Para portar y usar armas blancas no se requiere de ningún tipo de licencia legal. En cambio, para las armas de fuego, sí se requiere una licencia, previos exámenes, para poder portarlas y usarlas.
Ejemplos de armas blancas o de herramientas que pueden ser usadas como tales son:
- Abanico de guerra
- Alabarda
- Alfanje
- Almarada
- Bayoneta
- Bracamante
- Barreta
- Corvo
- Cuchillo
- Cuchillo canario
- Chakram
- Daga
- Dirk
- Destornillador
- Espada
- Espadín
- Estilete
- Estoque medieval
- Falcata
- Flecha
- Florete
- Garra
- Gladius
- Guadaña de guerra
- Hacha
- Hacha de guerra
- Katana
- Katar
- Kubotan
- Kunai
- Karambit
- Lanza
- Lucero del alba
- Macuahuitl
- Machete
- Mandoble
- Maza (entre ellas varios tipos como la macana o el mangual)
- Navaja
- Picahielo
- Puñal
- Sai
- Sica
- Sable
- Shuriken
- Tantō
- Tenedor
- Tijeras
- Tridente
- Wakizashi